# Cylindromyia nigrita
Cylindromyia nigrita là một loài ruồi trong họ Tachinidae.